# Mary Ann Springer
Mary Ann Springer (Arlington, 6 juni 1991) is een Amerikaans actrice. Ze heeft rollen gehad in onder andere iCarly, I-Nasty en Malcolm in the Middle. In 2006 won ze de Young Artist Award voor het beste optreden in een korte film.

## Filmografie
- iCarly (2008)
- I-Nasty (2007)
- Cleats of Imminent Doom (2005)
- A Summer Sonata (2004)
- Woman in the Attic (2003)
- Maniacal (2003)
- The Metro Chase (2003)
- Malcolm in the Middle (2001)